# بني بازل (الحيمة الخارجية)

تعديل مصدري - تعديل

بني بازل هي إحدى قرى عزلة بني سليمان بمديرية الحيمة الخارجية التابعة لمحافظة صنعاء، بلغ تعداد سكانها 316 نسمة حسب تعداد اليمن لعام 2004.